# باتريشيا براون
باتريشيا براون (بالإنجليزية: Patricia Brown)‏ هي لاعب كرة قاعدة أمريكية، ولدت في 23 أبريل 1931 في وينثروب ‏ في الولايات المتحدة، وتوفيت في 17 يونيو 2012 في بارك ريدج في الولايات المتحدة.